# Война с Мусташистаном
вооружённый конфликт с Мусташистаном
```
«
Война с Мусташистаном

, или 
военный конфликт
 с мусташисташином начавшийся с 22 мая 2006 года закончился в 8 июня 2006 года 
```

## Предыстория
У правителя Республики Молоссия (Кевин Бо) был друг который основал свою страну Мустачистан это было марионеточная государство которое подходилось под контролем Республики Молоссия Ну у обеих стран были [[Территориальный спор|
территориальные споры апрельские события усугубили только ситуацию Мустачистан объявил о своей Независимости после апрельских событий а уже к маю произошол инцидент в Риверпарке Стало ясно войны не сбежать.

## Начало войны
Мустачистан пригрозил использовать силу чтобы угомонить территориальный спор и вот в с 12:00 22 мая 2006 началась война солдаты Мустачистан заняли позиции у реки Сутро в это время солдаты Мустачистан оставался 1 км от Республики Молоссия президент Мустачистан пригрозил Республике Молоссия после этого президент Кевин Бо начал мобилизацию морской пехоты президент Республики Молоссия дал ещё один приказ а именно перехватить вражеские войска.

## Восточный Фронт
Как ни странно первое столкновение начали происходить в море тогда уже появились первые раненые и потери силы Мустачистан снизили свой Темп продвижения и за непогоды то дало преимущество Республике Молоссия готовить позиции для защиты первая битва произошла на озере джин солдаты Мустачистан начали штурм озера но у Республики Молоссия были военные лодки MS-3 Boomer" и каяка класса "MS-4 Old Towne когда противник использовал Бумер в ответ республика Молоссия спустили на воду два судна — два каяка Даггер и Корсику. Мусташиста начали отступать и терять первые корабли десант ещё высадился на острове Мидл-Айленд и войскам Мусташиста пришлось отступать однако спустя пару дней войскам Мусташиста удалось вернуть остров обратно себе но долго остров не удалось удержать поскольку их войска проигрывали в другом направлении и они пошли оказывать им помощь тем временем войска Республики Молоссия без боя взяли остров.

## БИТВА У КАНЬОНА
войска Мусташиста начали подводить войска к чёрному каньону не не ожидали то что в чёрном каньону ждали их войска Республики Молоссия как только войска Мусташиста дошли начала засада они не ожидали засады плюс к войскам Республики Молоссия начали приходить подкрепление И после этого войска Мусташиста начали отступать Но морской десант И местный гарнизон окружили войска Мусташиста после этого войска Мусташиста были окончательно разгромлены.

## Окончание войны
После Битва у розлома гребушки войска Мустачистан были окончательно разгромлены президент Султан Али
Подписывает мирный договор об окончании официально войны

## Потери
Республика Молоссия: ? погибло ? Раненых
Мусташиста: 1 один погиб (официально подтверждено)
Сколько погибло и раненых тоже неизвестно известно что один погиб .
Ссылка на сайт ещё раз https://www.molossia.org/war/history.html